# Oncești (Bákó megye)
Oncești település és községközpont Romániában, Moldvában, Bákó megyében.

## Fekvése
Bákótól délkeletre fekvő település.

## Története
Községközpont, melyhez hét falu: Bărboasa, Dealu Perjului, Oncești, Onceștii Vechi, Satu Nou, Tarnița és Taula tartozik.
A 2002-es népszámláláskor 1702 lakosa volt, melyből 97,03% román volt és ebből 96,6% ortodox volt. 